# Andy John
Andrew (Andy) Thomas Griffith John (* 9. Januar 1964 in Aberystwyth) ist ein anglikanischer Geistlicher und Bischof von Bangor. Er war von 2021 bis 2025 Erzbischof von Wales.

## Leben
Andy John absolvierte ein Jurastudium in Cardiff, bevor er zum Theologiestudium an das St John’s Theological College in Nottingham wechselte, das er 1988 abschloss. Er wurde 1989 ordiniert und arbeitete bis 1991 als Hilfskurat in St. Mary’s, Cardigan. Er kehrte als Vikar nach Aberystwyth zurück.
Im Jahr 1999 wurde er Vikar von St. David’s, Henfynyw. 2006 bis 2008 war er Erzdiakon von Cardigan (sowie Vikar von Pencarreg und Llanycrwys), bevor er am 29. November 2008 zum Bischof von Bangor geweiht wurde. Andy John wurde am 6. Dezember 2021 zum Erzbischof von Wales gewählt.
John trat am 28. Juni 2025 von seinem Amt als Erzbischof von Wales zurück und gab an, zum 31. August auch als Bischof von Bangor zurücktreten zu wollen. Er zog damit Konsequenzen aus den Ergebnissen einer Visitation, die von finanziellen Unstimmigkeiten, schlechtem Management und unakzeptablem Verhalten einiger Mitarbeiter in der Kathedrale von Bangor berichtete. John, der selbst nicht involviert war, bat bei seinem Rücktritt um Entschuldigung für Versäumnisse in der Prävention und Aufklärung dieser Fälle unter seiner Aufsicht.
Andy John ist in zweiter Ehe verheiratet. Er ist walisischsprachig.